# Cherry Creek (Buffalo Creek)
Der Cherry Creek ist ein kleiner Fluss im Halifax County im US-Bundesstaat Virginia.
Er entspringt etwa dreieinhalb Kilometer südwestlich von Stovall unweit der Kreuzung von Virginia State Route 40 und Sandy Ridge Road. Von hier aus fließt er in nördliche Richtung, wo er nach einigen Kilometern in den Buffalo Creek mündet.